# Sparkassenverband Berlin
Der Sparkassenverband Berlin ist der Sparkassen- und Giroverband von Berlin.

## Rechtliche Verhältnisse
Die aktuelle Stellung des Berliner Sparkassenverbandes ist im Ergebnis der Umgestaltung der früheren Landesbank Berlin und BSK 1818 nach dem Berliner Bankenskandal entstanden. Die Berliner Sparkasse – die einzige im Land Berlin – ist seit Inkrafttreten des aktuellen Berliner Sparkassengesetzes am 1. Januar 2006 eine öffentlich-rechtliche Sparkasse in der Rechtsform
einer teilrechtsfähigen Anstalt des öffentlichen Rechts. Träger der Berliner Sparkasse ist die BSK 1818. Der Träger – also die BSK 1818 – gilt als eigener Sparkassenverband (§ 3 Abs. 5 SpkG). Präsident des Berliner Sparkassenverbandes ist der Vorstandsvorsitzende der Berliner Sparkasse, Johannes Evers.
Der Sparkassenverband Berlin ist Mitglied im Deutschen Sparkassen- und Giroverband (DSGV).
Zur Regelung seiner Angelegenheiten der Sparkassenverband Berlin kann eine Geschäftsordnung erlassen werden, die der Zustimmung der für das Kreditwesen zuständigen Senatsverwaltung bedarf (§ 3 Berliner SpkG).